# Asota producta
Asota producta är en fjärilsart som beskrevs av George Francis Hampson 1892. Asota producta ingår i släktet Asota och familjen nattflyn. Inga underarter finns listade i Catalogue of Life.

## Bildgalleri

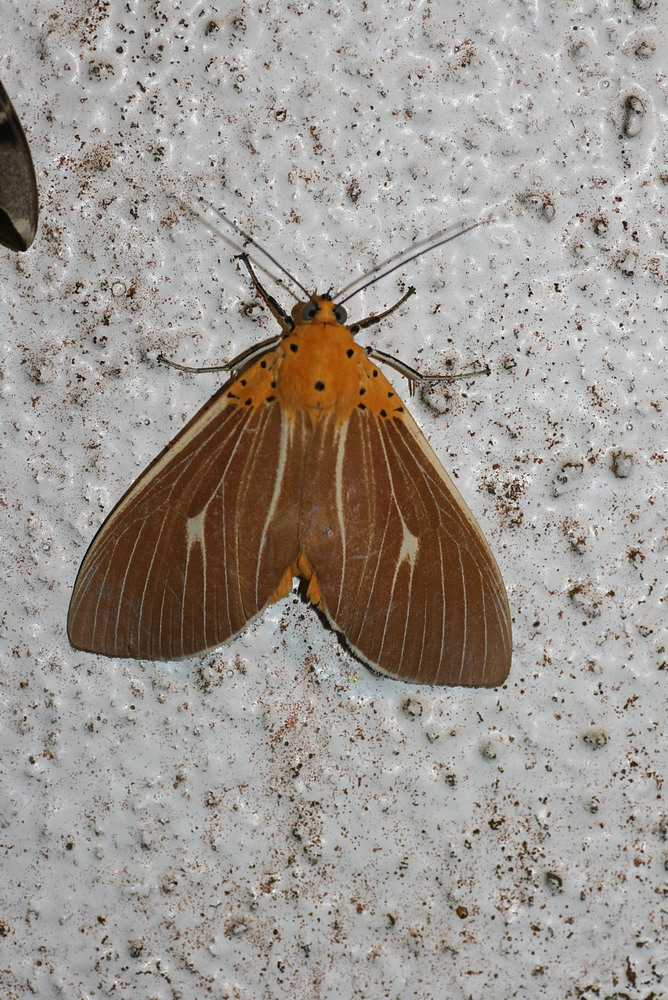
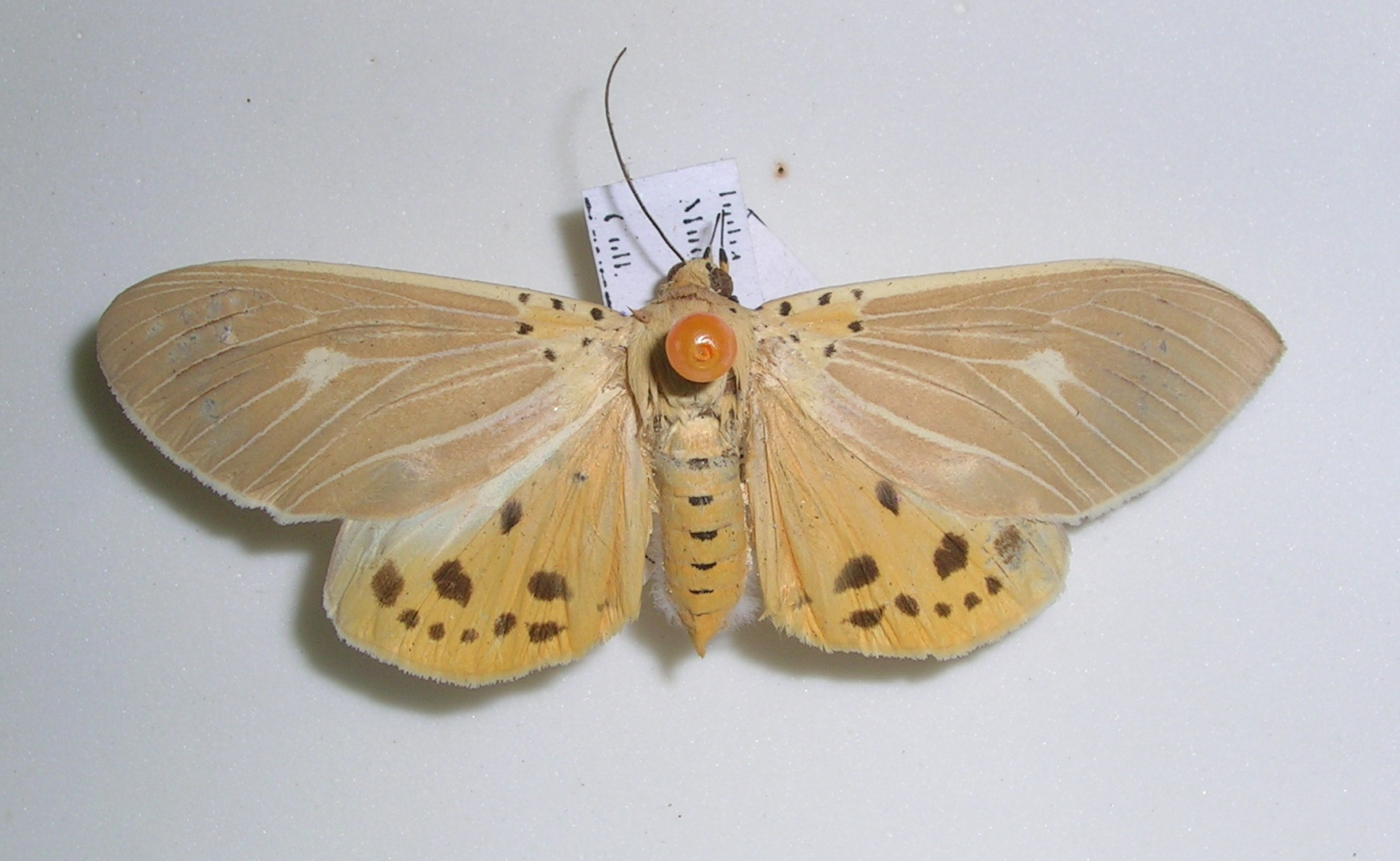